# Genesat 1

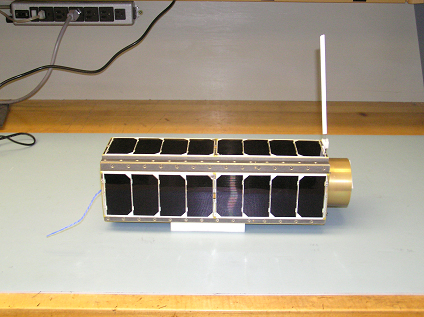
El nanosatélite Genesat 1, antes del lanzamiento.

Genesat 1 es un nanosatélite construido por el Centro de Investigación Ames de la NASA y lanzado como carga secundaria a bordo de un cohete Minotaur el 16 de diciembre de 2006 desde Wallops Island.
Genesat 1 es básicamente una misión de demostración tecnológica, pero también un satélite de experimentación biológica. Con sólo 6,8 kg de peso, el satélite está totalmente automatizado e integra sistemas miniaturizados para proporcionar soporte vital y nutrientes a una colonia de bacterias Escherichia coli de las que se hace un seguimiento de cambios genéticos en condiciones espaciales.
Los sistemas del satélite son básicamente componentes para demostración tecnológica, e incluyen sistemas de imagen fluorescente, redes microfluidas, matrices líquidas para el estudio de constructos genéticos y sistemas de control ambiental y control de energía miniaturizados. Con futuros desarrollos se pretende obtener matrices analizadoras de proteínas y genes y otros sistemas miniaturizados susceptibles de ser integrados en nanosatélites o microsatélites que puedan lanzarse como carga secundaria, así como desarrollar protocolos experimentales diseñados para el estudio de cambios genéticos que tengan lugar en el espacio. En particular se pretende estudiar los cambios en cultivos de células de mamíferos con el fin de comprender y desarrollar contramedidas para los efectos negativos que el medio ambiente espacial tiene en los seres humanos que pasan largas temporadas en el espacio.
La duración nominal de Genesat 1 era de aproximadamente 21 días, pero el satélite continuó funcionando más allá de la duración estimada.

## Especificaciones
- Masa total: 6,8 kg
- Alimentación: entre 4 y 5 vatios.